# Der Roman der Christine von Herre
Pour plus de détails, voir Fiche technique et Distribution.
Der Roman der Christine von Herre (en français, Le Roman de Christine von Herre) est un film allemand réalisé par Ludwig Berger, sorti en 1921.
Il s'agit de l'adaptation d'une nouvelle de Heinrich Zschokke.

## Synopsis
Le comte von Herre est réputé être un despote éclairé, mais sa femme Christine ignore l'homme. Un jour, le docteur Wendlin reçoit le jeune comte italien Marino Marco qu'il invite à rester avec lui quelque temps. Alors que le jeune homme se balade dans les bois, il entend un appel au secours et sauve une jeune femme des mains de bandits. Il apprend qu'il a sauvé la comtesse Christine qui est reconnaissante envers son sauveur. Ils tombent amoureux. Mais la comtesse Christine n'est pas libre, son mari est froid et dur de cœur et ce mariage est seulement sur le papier. Elle tente de s'échapper de son mari, mais sa tentative échoue. Un jour, le comte italien doit repartir dans son pays.
Le Dr. Wendlin essaie d'aider les deux amants : Pourquoi ne pas feindre la mort à la comtesse Christine, afin qu'elle puisse enfin échapper à ce mariage affreux ? Aussitôt dit, aussitôt fait. Il lui donne un somnifère puissant qui donne à Christine une rigidité cadavérique. Après quelques jours, elle se réveille, se déguise en pèlerine et va rejoindre son amour dans le sud. À Boscavilla, le village natal de Marino Marco, les deux amants se retrouvent. Tout à coup, la mère très catholique du comte italien refuse de voir son fils dans les bras d'une femme plus âgée que lui. Puis on apprend la mort dans un accident du mari de Christine qui devient donc veuve, se donnant un avenir avec son amour.

## Fiche technique
- Titre : Der Roman der Christine von Herre
- Réalisation : Ludwig Berger
- Scénario : Ludwig Berger
- Direction artistique : Rudolf Bamberger, Franz Seemann
- Photographie : Karl Freund
- Producteur : Erich Pommer
- Société de production : Decla-Bioscop AG
- Pays de production :  République de Weimar
- Langue : allemand
- Format : Noir et blanc - 1,33:1 - Mono - 35 mm
- Genre : Drame
- Durée : 60 minutes
- Date de sortie :
  - Allemagne : 29 septembre 1921.

## Distribution
- Agnes Straub : Christine von Herre
- Werner Krauss : Le comte von Herre
- Paul Hartmann : Le comte Marino Marco
- Heinrich George : Dieter von Herre
- Julius Falkenstein : Dr. Wendlin
- Ernst Legal : Dr. Ramiro
- Marie Ferron (de) : Luise, la cousine de Christine
- Ilka Grüning : La mère de Marino
- Sybill Morel (de) : Ljuba
- Max Schreck : Peter, un majordome
- Adele Sandrock : Sœur Maria

## Source de traduction
- (de) Cet article est partiellement ou en totalité issu de l’article de Wikipédia en allemand intitulé « Der Roman der Christine von Herre » (voir la liste des auteurs).